# チベットモンキー
チベットモンキー（Macaca thibetana）は、哺乳綱霊長目オナガザル科に属するサルである。ダヴィドモンキーともいう。マカク属のなかでも大型の種として知られている。
チベットだけでなく中国の南部から東部一帯の山岳に生息する。尾が短いので、中国語では「四川短尾猴」などとも呼ばれている。

## 分布
中華人民共和国（雲南省、浙江省、安徽省、福建省、甘粛省、広東省、広西省、貴州省、江西省、陝西省、四川省、チベット自治区）固有種。

## 生態

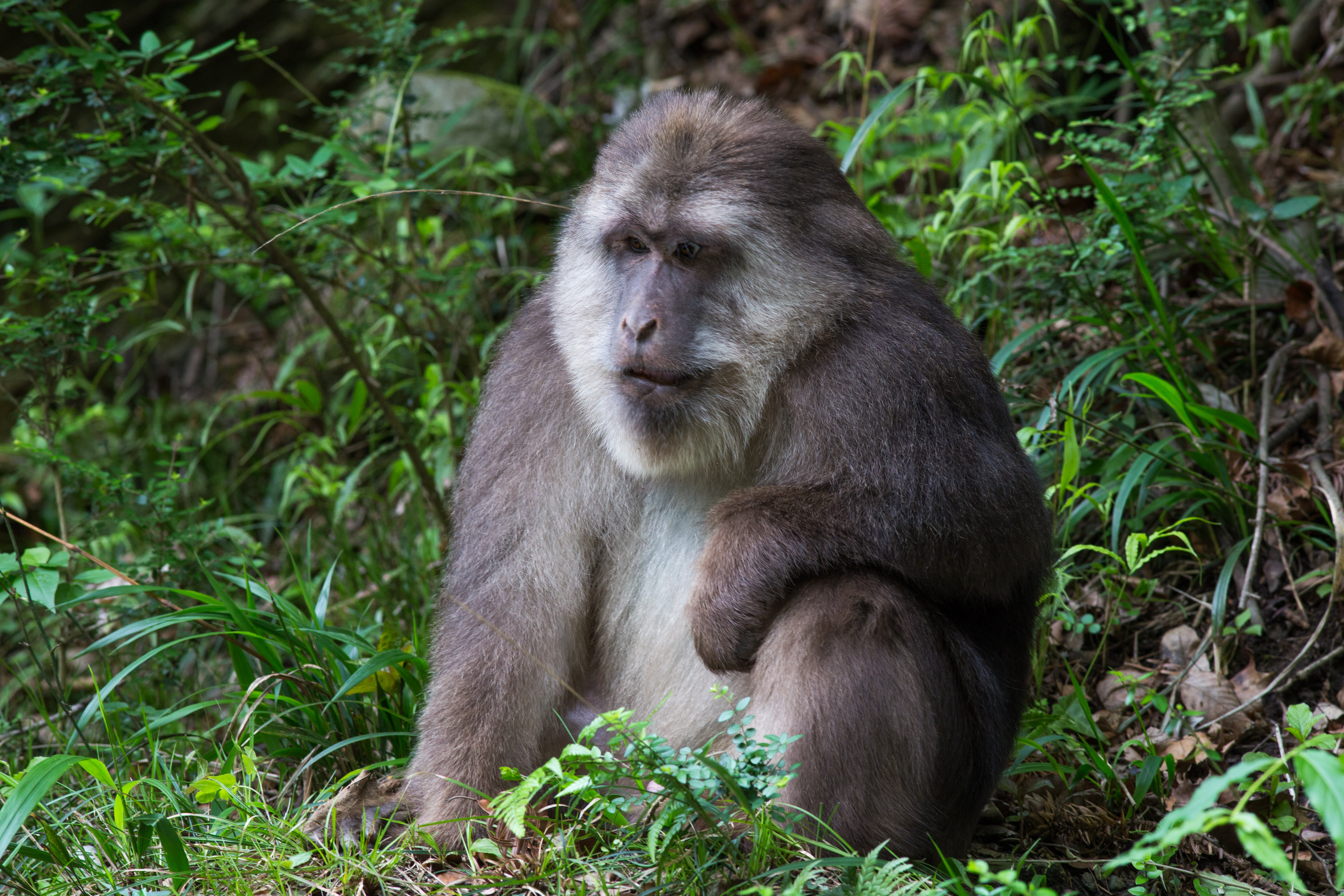
雄のチベットモンキー

標高400–500メートル以上の山岳地帯に生息する。より低地にも生息するアカゲザルとは生態的地位が重複するが、両種が同所的に分布する場合は標高により棲み分けを行っていると考えられている。
子供は幼時皮膚が白く、そうした子供を介して群れのリーダーとの関係、群れの仲間とのきずなをお互いに深める性質がある。この習性は、成獣2頭で子供を持ち上げる様子から「ブリッジング行動」と呼ばれている。
チベットモンキーは昼行性で、ほとんどの時間を地面で過ごす。葉、果物、草、花、種子、根、昆虫を主に食べる。タケノコ、果物、葉を特に好む。

## 分類
1869年にフランスの宣教師アルマン・ダヴィドにより発見された。以前はベニガオザルの亜種とされることもあった。
1996年に中国科学院昆明動物研究所の蒋学龍らにより2亜種が記載されている。2010年に発表されたミトコンドリアDNA制御領域の塩基配列に基づく分子系統解析では、基亜種とそれ以外の3亜種の2系統に大きく分かれるという結果が得られている。
以下の亜種の分類は、Groves (2005) に従う。
Macaca thibetana thibetana (Milne-Edwards, 1870)
四川省西部・北部、陝西省西南部。模式産地は四川省穆坪。
Macaca thibetana esau (Matschie, 1912)
M. t. pullus (Howell, 1928) はシノニムとされる。福建省、江西省東部、浙江省西南部、広東省北部、湖南省宜章県。
Macaca thibetana guiahouensis Y. Wang & Jiang, 1996
貴州省東部・南部、雲南省島北部、湖南省西部。模式産地は貴州省梵浄山。
Macaca thibetana huangshanensis Jiang & Q. Wang, 1996
安徽省南部。模式産地は安徽省黄山。